# Isabella II di Spagna
Isabella II di Borbone, (in spagnolo Isabel II de Borbón) nota anche con il soprannome di la de los Tristes Destinos o la Reina Castiza (Maria Isabella Luisa; Madrid, 10 ottobre 1830 – Parigi, 9 aprile 1904), è stata la prima e finora unica regina regnante di Spagna: Isabella I la Cattolica, infatti, era sovrana di Castiglia ed Aragona, quando le due corone non erano ancora unite.
Grazie all'abrogazione delle norme di successione del 1713 (la comunemente chiamata "legge salica") con la prammatica sanzione del 1830, Isabella venne prescelta quale erede al trono e poi succedente del padre Ferdinando VII. Questo fatto provocò l'insurrezione dell'infante Carlo Maria Isidoro, zio di Isabella, che, sostenuto da gruppi assolutisti (i cosiddetti "carlisti"), aveva già provato a proclamarsi re durante l'agonia del fratello Ferdinando VII. Il tentativo carlista fallì e Isabella regnò dal 1833, alla morte del genitore, sino al 1868, quando venne esiliata.

## Biografia

### Infanzia
Isabella nacque a Madrid nel 1830, figlia primogenita del re Ferdinando VII di Spagna e della sua quarta moglie e nipote, Maria Cristina di Borbone-Due Sicilie. Suo padre era stato precedentemente sposato altre tre volte, ma nessuna delle sue mogli aveva dato alla luce prole abile a succedergli e pertanto, quando Isabella nacque, molte furono le speranze proiettate sulla piccola principessa.
Per sostenere la posizione della propria casata a scapito delle continue ingerenze al trono del fratello (l'infante Carlo Maria Isidoro), Ferdinando VII promulgò nel 1830 una prammatica sanzione. Questa legge riprendeva un testo, approvato già dalle Cortes nel 1789, che modificava il sistema tradizionale di successione al trono in Spagna, permettendo quindi a Isabella di succedere al padre dopo la sua morte in mancanza di altri eredi maschi (Isabella aveva una sola altra sorella, l'infanta Luisa Ferdinanda, nata nel 1832).
La nascita di Isabella e la sua presunzione di ascesa al trono provocarono l'inizio di un lungo conflitto, perché suo zio, Carlo Maria Isidoro, che fino ad allora era stato l'erede designato della Corona, non accettò che Isabella fosse nominata dal fratello principessa delle Asturie ed erede, quindi, al trono spagnolo.

### Reggenza della madre
Ferdinando VII prese quindi la difficile decisione di esiliare il fratello, ma la guerra politica continuò, dividendo gli spagnoli in isabellisti e carlisti e provocando infine la prima guerra carlista (1833-1840).
Isabella salì al trono il 29 settembre del 1833, dopo la morte di suo padre, quando aveva meno di tre anni. Durante i primi anni del suo regno, mentre Isabella era ancora bambina, la reggenza fu assunta da sua madre fino al 1840, quando le subentrò il generale Baldomero Espartero, che rimase in carica sino al 23 luglio 1843, data nella quale Isabella II venne dichiarata maggiorenne, a soli tredici anni.

### Matrimonio

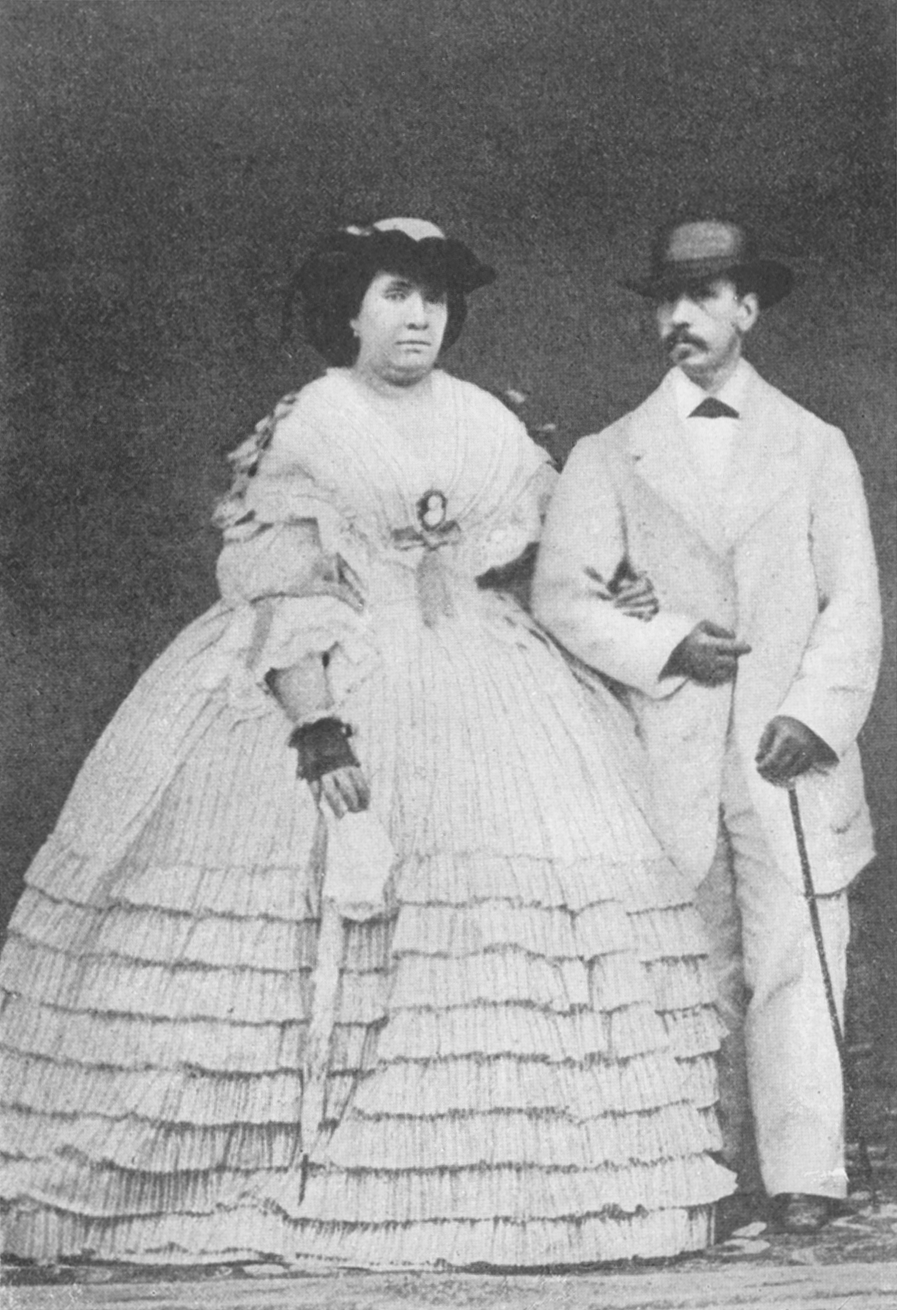
Isabella II con il marito Francesco d'Assisi di Borbone-Spagna

Quando la regina compì sedici anni, si aprì per lei il momento di cercare marito e molte delle potenze europee concentrarono la loro attenzione su un trono rilevante come quello spagnolo che, per quanto fortemente depotenziato rispetto al passato, giocava ancora un ruolo di tutto rispetto nella politica delle Grandi Nazioni. All'interno della stessa Spagna, i carlisti più moderati proposero quale partito Carlo Luigi di Borbone-Spagna, conte di Montemolìn, figlio di Carlo Maria Isidoro, ma questi venne scartato dai liberali per i suoi eccessivi legami con l'odiato fratello di Ferdinando VII. Il generale Ramón María Narváez propose Francesco di Borbone-Due Sicilie, conte di Trapani, che però ebbe il veto dei progressisti.
La principessa Maria Cristina di Borbone-Due Sicilie propose alla figlia il principe Leopoldo di Sassonia-Coburgo-Saalfeld, zio della regina Vittoria, mentre il re Luigi Filippo di Francia propose uno dei suoi figli, Enrico, duca d'Aumale o Antonio, duca di Montpensier. Entrambe queste ultime proposte non trovarono accoglimento nel complesso panorama politico spagnolo, ma la Francia riuscì a spuntarla almeno su un punto, ovvero che il figlio secondogenito di Luigi Filippo sposasse l'infanta Luisa Ferdinanda, sorella di Isabella II.
Il governo spagnolo impose infine ad Isabella II il matrimonio con il cugino e primo infante Francesco d'Assisi di Borbone-Spagna, duca di Cadice, un'unione ben vista da molte parti perché avrebbe potuto porre fine definitivamente al conflitto con il carlismo. Il matrimonio venne celebrato a Madrid il 10 ottobre 1846, il giorno stesso in cui la regina compì sedici anni, e nella medesima occasione sua sorella Luisa Ferdinanda venne sposata con il principe Antonio d'Orleans, duca di Montpensier.
Così come scrisse a Benito Pérez Galdós nel 1902, durante il suo esilio parigino, Isabella non aveva mai gradito il consorte Francesco d'Assisi. La stessa regina commentò sulla prima notte di nozze passata con lui: «Che posso dirle di un uomo che portava addosso più merletti di me?»

### Regno

#### Politica interna

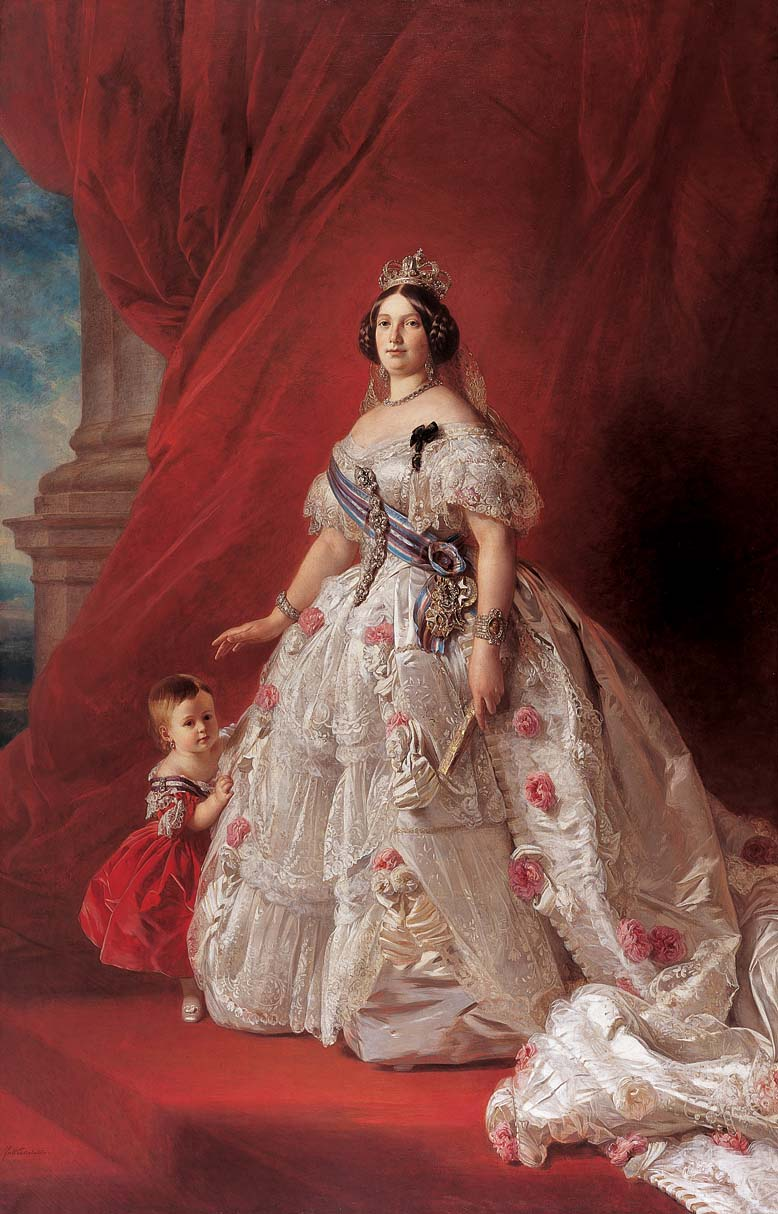
Isabella II con la figlia infanta Isabella; Franz Xaver Winterhalter; 1852

Isabella II regnò durante un periodo di transizione in Spagna in cui la monarchia perse potere nei confronti del Parlamento. Inoltre, sempre in questo momento storico, molte delle colonie spagnole che rimanevano nel Sud America ottennero l'indipendenza. La regina interferì con la propria influenza politica sulla nazione e divenne impopolare tra i politici, servendosi spesso di un'élite religiosa che la circondava e ne condizionava le scelte (tra i suoi consiglieri spiccavano il suo confessore, padre Antonio Maria Claret, padre Fulgencio, confessore di suo marito, e sor Patrocinio, influente monaca). Molte volte, vari membri del governo cercarono di conquistarsi più potere manipolandola. Il suo regno fu tacciato dell'aggettivo "infame", dal momento che spesso dovette chiedere aiuto a vari presidenti degli Stati Uniti d'America in situazioni di necessità. Anche nel campo della lotta per le libertà democratiche, il regno di Isabella II fu un vero fallimento, con la distorsione dello Stato e la corruzione elettorale.

L'espansione della rete ferroviaria spagnola sotto il regno di Isabella II

Durante il suo regno, ad ogni modo, la Spagna seppe modernizzarsi notevolmente con la costruzione di molte industrie, la riapertura delle università (chiuse per volere di suo padre Ferdinando VII che vi vedeva dei covi rivoluzionari) e la costruzione di una vasta rete ferroviaria, grazie anche all'opera del generale Leopoldo O'Donnell, che inaugurò la prima di queste tratte.
Nel 1834, quando Isabella II era da poco salita al trono, la marina militare spagnola praticamente non esisteva più, tanto era stata provata nel corso delle guerre napoleoniche, al punto da disporre unicamente di tre navi inutilizzabili, cinque vecchie fregate e venti imbarcazioni ausiliarie. Già nel 1820 Ferdinando VII aveva pensato di rimpolpare la marina con l'aggiunta di alcuni battelli a vapore, che in quegli anni andavano sviluppandosi, ma l'operazione non ebbe il successo sperato e la Spagna si trovò ancora una volta in fase di stallo. Fu con il regno di Isabella II e grazie al ministro della marina, Mariano Roca de Togores e Carrasco (al ministero dal 1848 al 1851 e nuovamente dal 1853 al 1855), che venne riportato in piena funzione l'antico arsenale spagnolo e riprese a pieno ritmo la produzione di navi da guerra.
Il varo, nel 1860, di una legge per l'aumento delle forze navali, permise al governo spagnolo di aggiungere alla flotta alcuni piroscafi e otto fregate (Tetuan, Almansa, Girona, Numancia, Victoria, Saragozza, Salamanca e Sagunto), oltre a tre incrociatori moderni (Fernando el Católico, Sánchez Barcaiztegui e Jorge Juan).
Le tensioni interne al Paese peggiorarono notevolmente a seguito dei fatti della Notte di San Daniele del 1865, quando la regina decise di vendere alcuni beni dello Stato, trattenendo il 25% del ricavato per il pagamento dei debiti da lei contratti. Questo fatto scatenò, il giorno successivo, l'ira dei repubblicani, capeggiati da Emilio Castelar, un docente universitario e attivista politico, che scrisse un articolo giornalistico di protesta nei confronti del comportamento della sovrana verso il bene della nazione, nel quale egli asseriva che Isabella II, per quanto regina, non potesse disporre liberamente di beni che non erano suoi, ma della nazione. Il governo ordinò dunque il licenziamento di Castelar e questo fece scoppiare numerose rivolte studentesche in tutta la Spagna e numerosi scontri, nei quali morirono 193 persone, tra cui diverse donne, anziani e bambini.

#### Politica estera

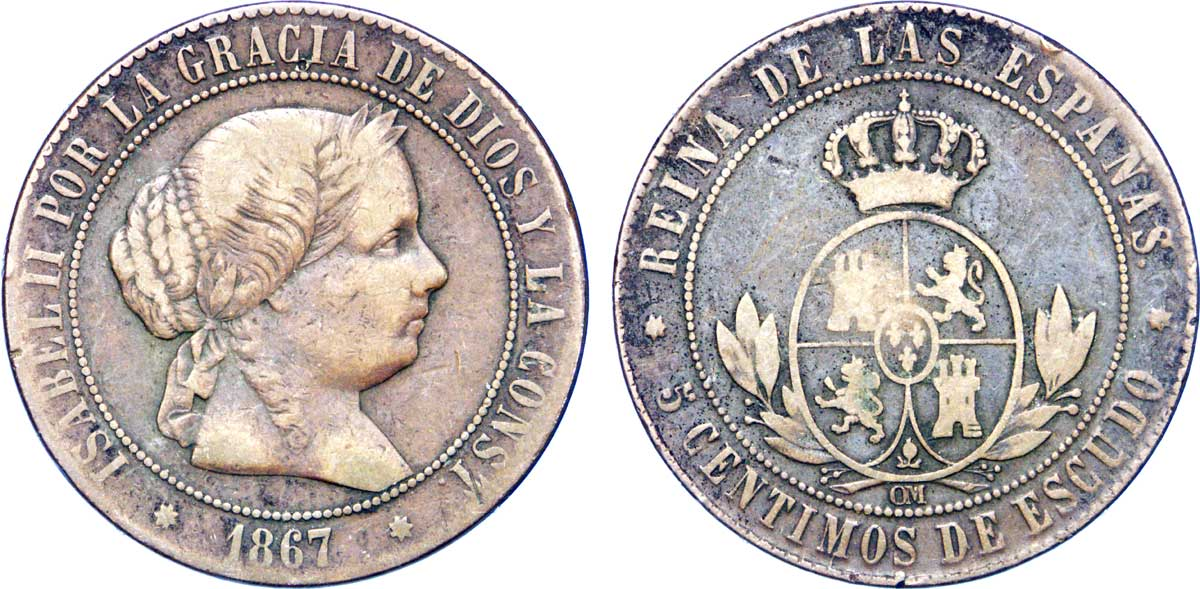
Isabella II di Spagna su di uno scudo di 5 centesimi

In politica estera, Isabella II fu molto attiva durante l'Unione Liberale (1858-1863), ottenendo l'annessione di territori marocchini durante la "guerra d'Africa", come Ifni e il Sahara spagnolo, il riconoscimento del possedimento della Guinea Equatoriale, la partecipazione con i francesi alla conquista di Saigon (anche se la Francia non diede compensi territoriali agli spagnoli) e il mantenimento di Cuba, Filippine, isole Caroline e isole Marianne, oltre a spedizioni in Messico, Perù e Cile.
Durante il regno di Isabella II i Borbone di Napoli, ramo cadetto dei Borbone di Spagna, furono investiti dagli eventi del risorgimento italiano. Isabella II sostenne per quel che poté il suo parente Francesco II delle Due Sicilie, affidandosi ad un plenipotenziario, Salvador Bermudez de Castro, presso il sovrano napoletano. Nel corso della spedizione dei mille, Francesco II giunse a Gaeta accompagnato da quattro navi spagnole. L'Assedio di Gaeta (1860) si concluse con la vittoria piemontese e l'allontanamento delle navi spagnole, il cui tentativo di approdare nuovamente al porto fu impedito da un blocco navale. Il plenipotenziario Bermudez de Castro seguì quindi Francesco II nell'esilio presso lo stato pontificio e, sempre tenendo informata la corte di Madrid, sostenne la fallimentare spedizione di Borjes (guidata dall'omonimo generale catalano, dal passato carlista) per riportare i Borbone di Napoli sul trono nell'ambito del brigantaggio post-unitario. Nel 1865, apparendo ormai lontana la possibilità di una restaurazione legittimista data la sconfitta del brigantaggio, Isabella II di Spagna dovette abbandonare le precedenti posizioni e riconoscere il neonato regno d'Italia.

### Esilio

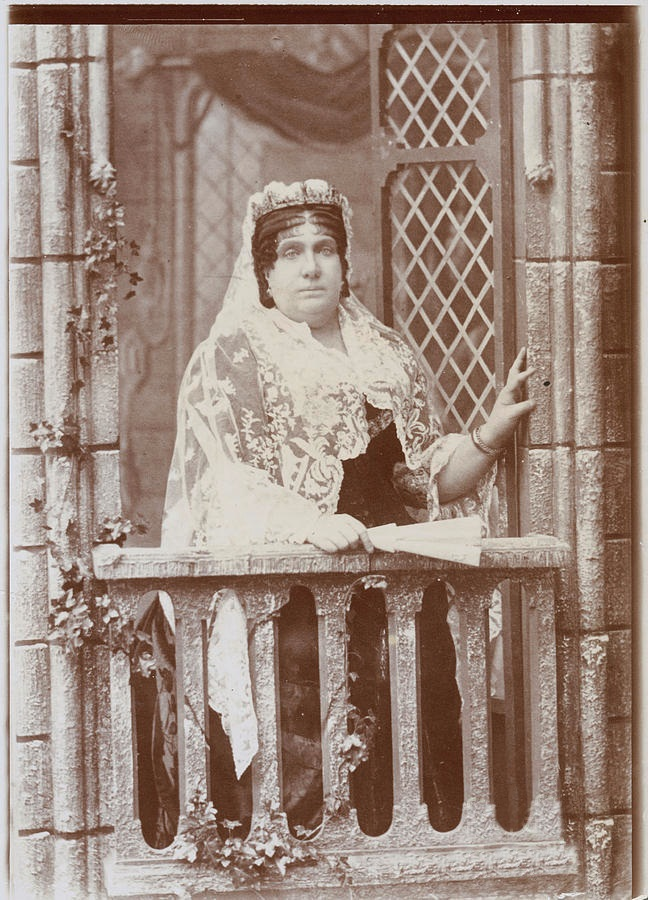
La regina Isabella in esilio a Parigi

Dopo il trionfo della rivoluzione conosciuta con il nome di "La Gloriosa", Isabella II andò in esilio in Francia nel 1868 e da lì abdicò in favore di suo figlio Alfonso XII il 25 giugno del 1870. La regina si pose sotto la protezione dell'imperatore Napoleone III e poi della Repubblica francese.
Nel frattempo, grazie al supporto di vari gruppi nel governo, al posto di Isabella, sul trono di Spagna venne eletto il duca Amedeo di Savoia-Aosta, membro della famiglia reale italiana, con il nome di Amedeo I di Spagna. Amedeo era figlio di Vittorio Emanuele II di Savoia, primo re d'Italia dal 1861, e di Maria Adelaide d'Asburgo-Lorena, la quale era pronipote di Carlo III di Spagna, e come tale, fu in grado di trasmettere il diritto di successione al figlio, che venne in compenso costretto a rinunciare ai suoi diritti sul trono italiano.

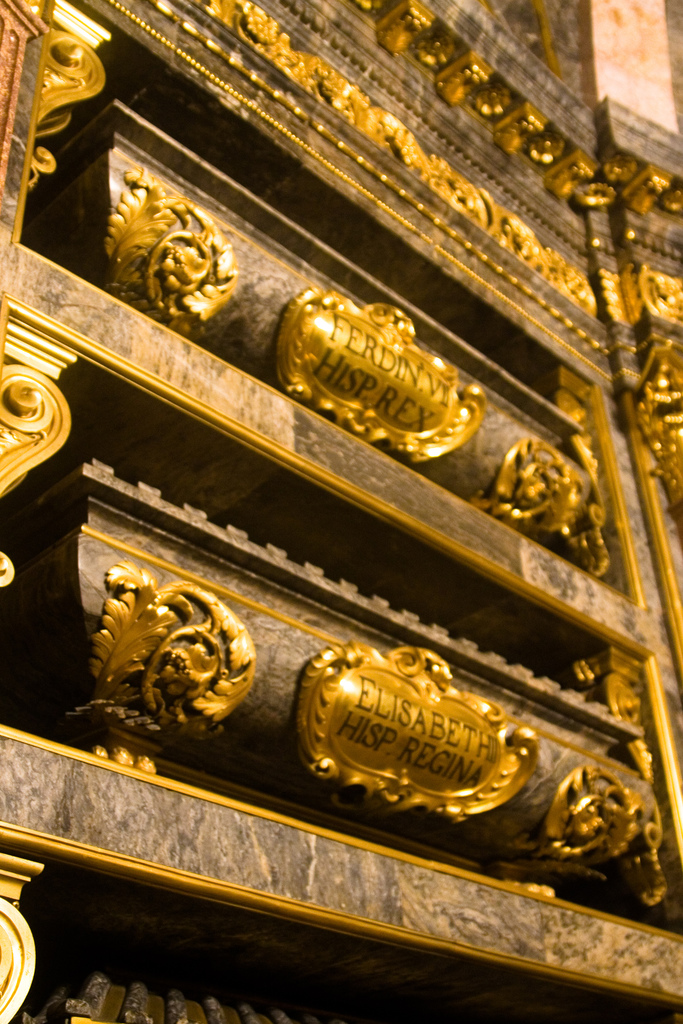
Sarcofago di Isabella II, all'Escorial, sotto quello del padre Ferdinando VII

Isabella II visse il resto della sua vita in Francia, dove fu testimone della prima repubblica spagnola, del regno e, successivamente, della morte di suo figlio Alfonso XII, avvenuta nel 1885, così come dell'inizio del regno di suo nipote Alfonso XIII dopo la reggenza di Maria Cristina di Asburgo-Lorena, il quale regnerà poi fino al 14 aprile 1931, quando sarà deposto.

### Morte
Fu sepolta nel monastero dell'Escorial di fronte al suo sposo (lei, come sovrana regnante, tra i re; lui tra le regine consorti), morto due anni prima, nel 1902. L'attuale re di Spagna Filippo VI discende in linea diretta da Isabella II.

## Discendenza

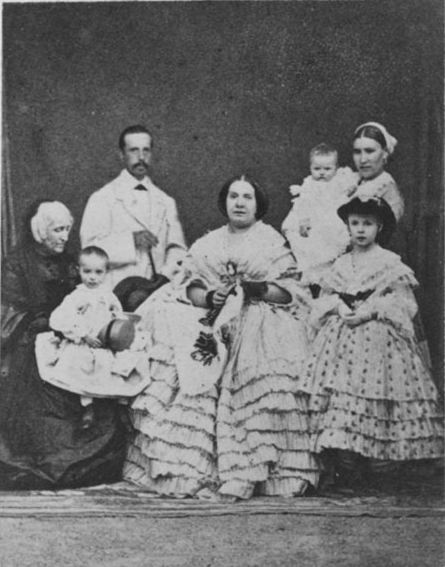
Isabella II insieme alla sua famiglia foto del 1860

Isabella ebbe dodici figli, sebbene solo cinque sopravvissero. Sebbene suo marito si assunse, più o meno volontariamente, la paternità legale di tutti i nascituri, è probabile che nessuno di loro fosse figlio biologico di Francesco, che pare fosse omosessuale, ma piuttosto siano stati concepiti dagli amanti della regina. In seguito, Francesco sfruttò i suoi sospetti sulla paternità dei figli per ricattare economicamente Isabella.
- Luigi Ferdinando (20 maggio 1849), nato morto;
- Ferdinando Francesco (12 luglio 1850), morto entro cinque minuti dalla nascita;
- Maria Isabella, principessa delle Asturie (1851-1931), che sposò Gaetano di Borbone-Due Sicilie, conte di Girgenti;
- Maria Cristina (5 gennaio 1854 - 7 gennaio 1854);
- Margherita (23 settembre 1855 - 24 settembre 1855), nata prematura e morta entro ventiquattr'ore;
- Francesco Ferdinando d'Assisi (21 dicembre 1856), nato morto;
- Alfonso XII di Spagna (1857 - 1885), re di Spagna;
- Maria de la Concepcion (1859 - 21 ottobre 1861);
- Maria de Pilar (1861 - 1879);
- Maria de la Paz (1862 - 1946), che sposò suo cugino il principe Ludovico Ferdinando di Baviera;
- Eulalia de Asis de la Piedad (1864 - 1958), che sposò suo cugino l'infante Antonio, duca di Galliera, figlio della zia materna Luisa Ferdinanda;
- Francesco d'Assisi Leopoldo Maria Enrico (24 gennaio 1866 - 14 febbraio 1866).

## Ascendenza
|                                  |                                |                             | Genitori                    |  |  | Nonni |  |  | Bisnonni            |  |  | Trisnonni           |  |
|                                  |                                |                             |                             |  |  |       |  |  | Carlo III di Spagna |  |  | Filippo V di Spagna |  |
|                                  |                                |                             |                             |  |  |       |  |  | Carlo III di Spagna |  |  | Filippo V di Spagna |  |
|                                  |                                | Elisabetta Farnese          |                             |  |  |       |  |  | Carlo III di Spagna |  |  |                     |  |
| Carlo IV di Spagna               |                                |                             |                             |  |  |       |  |  | Carlo III di Spagna |  |  |                     |  |
|                                  |                                | Maria Amalia di Sassonia    | Augusto III di Polonia      |  |  |       |  |  |                     |  |  |                     |  |
|                                  |                                | Maria Amalia di Sassonia    | Augusto III di Polonia      |  |  |       |  |  |                     |  |  |                     |  |
|                                  |                                | Maria Amalia di Sassonia    | Maria Giuseppa d'Austria    |  |  |       |  |  |                     |  |  |                     |  |
| Ferdinando VII di Spagna         |                                | Maria Amalia di Sassonia    |                             |  |  |       |  |  |                     |  |  |                     |  |
|                                  |                                | Filippo I di Parma          | Filippo V di Spagna         |  |  |       |  |  |                     |  |  |                     |  |
|                                  |                                | Filippo I di Parma          | Filippo V di Spagna         |  |  |       |  |  |                     |  |  |                     |  |
|                                  |                                | Filippo I di Parma          | Elisabetta Farnese          |  |  |       |  |  |                     |  |  |                     |  |
| Maria Luisa di Parma             |                                | Filippo I di Parma          |                             |  |  |       |  |  |                     |  |  |                     |  |
|                                  |                                | Luisa Elisabetta di Francia | Luigi XV di Francia         |  |  |       |  |  |                     |  |  |                     |  |
|                                  |                                | Luisa Elisabetta di Francia | Luigi XV di Francia         |  |  |       |  |  |                     |  |  |                     |  |
|                                  |                                | Luisa Elisabetta di Francia | Maria Leszczyńska           |  |  |       |  |  |                     |  |  |                     |  |
| Isabella II di Spagna            |                                | Luisa Elisabetta di Francia |                             |  |  |       |  |  |                     |  |  |                     |  |
|                                  | Ferdinando I delle Due Sicilie | Carlo III di Spagna         |                             |  |  |       |  |  |                     |  |  |                     |  |
|                                  | Ferdinando I delle Due Sicilie | Carlo III di Spagna         |                             |  |  |       |  |  |                     |  |  |                     |  |
|                                  | Ferdinando I delle Due Sicilie | Maria Amalia di Sassonia    |                             |  |  |       |  |  |                     |  |  |                     |  |
| Francesco I delle Due Sicilie    | Ferdinando I delle Due Sicilie |                             |                             |  |  |       |  |  |                     |  |  |                     |  |
|                                  |                                | Maria Carolina d'Austria    | Francesco I di Lorena       |  |  |       |  |  |                     |  |  |                     |  |
|                                  |                                | Maria Carolina d'Austria    | Francesco I di Lorena       |  |  |       |  |  |                     |  |  |                     |  |
|                                  |                                | Maria Carolina d'Austria    | Maria Teresa d'Austria      |  |  |       |  |  |                     |  |  |                     |  |
| Maria Cristina delle Due Sicilie |                                | Maria Carolina d'Austria    |                             |  |  |       |  |  |                     |  |  |                     |  |
|                                  |                                | Carlo IV di Spagna          | Carlo III di Spagna         |  |  |       |  |  |                     |  |  |                     |  |
|                                  |                                | Carlo IV di Spagna          | Carlo III di Spagna         |  |  |       |  |  |                     |  |  |                     |  |
|                                  |                                | Carlo IV di Spagna          | Maria Amalia di Sassonia    |  |  |       |  |  |                     |  |  |                     |  |
| Maria Isabella di Spagna         |                                | Carlo IV di Spagna          |                             |  |  |       |  |  |                     |  |  |                     |  |
|                                  |                                | Maria Luisa di Parma        | Filippo I di Parma          |  |  |       |  |  |                     |  |  |                     |  |
|                                  |                                | Maria Luisa di Parma        | Filippo I di Parma          |  |  |       |  |  |                     |  |  |                     |  |
|                                  |                                | Maria Luisa di Parma        | Luisa Elisabetta di Francia |  |  |       |  |  |                     |  |  |                     |  |
|                                  |                                | Maria Luisa di Parma        |                             |  |  |       |  |  |                     |  |  |                     |  |